# Mini WRC Team
Cet article concerne le departement compétition de Mini. Pour la société de sport automobile de Mini, voir John Cooper Works.

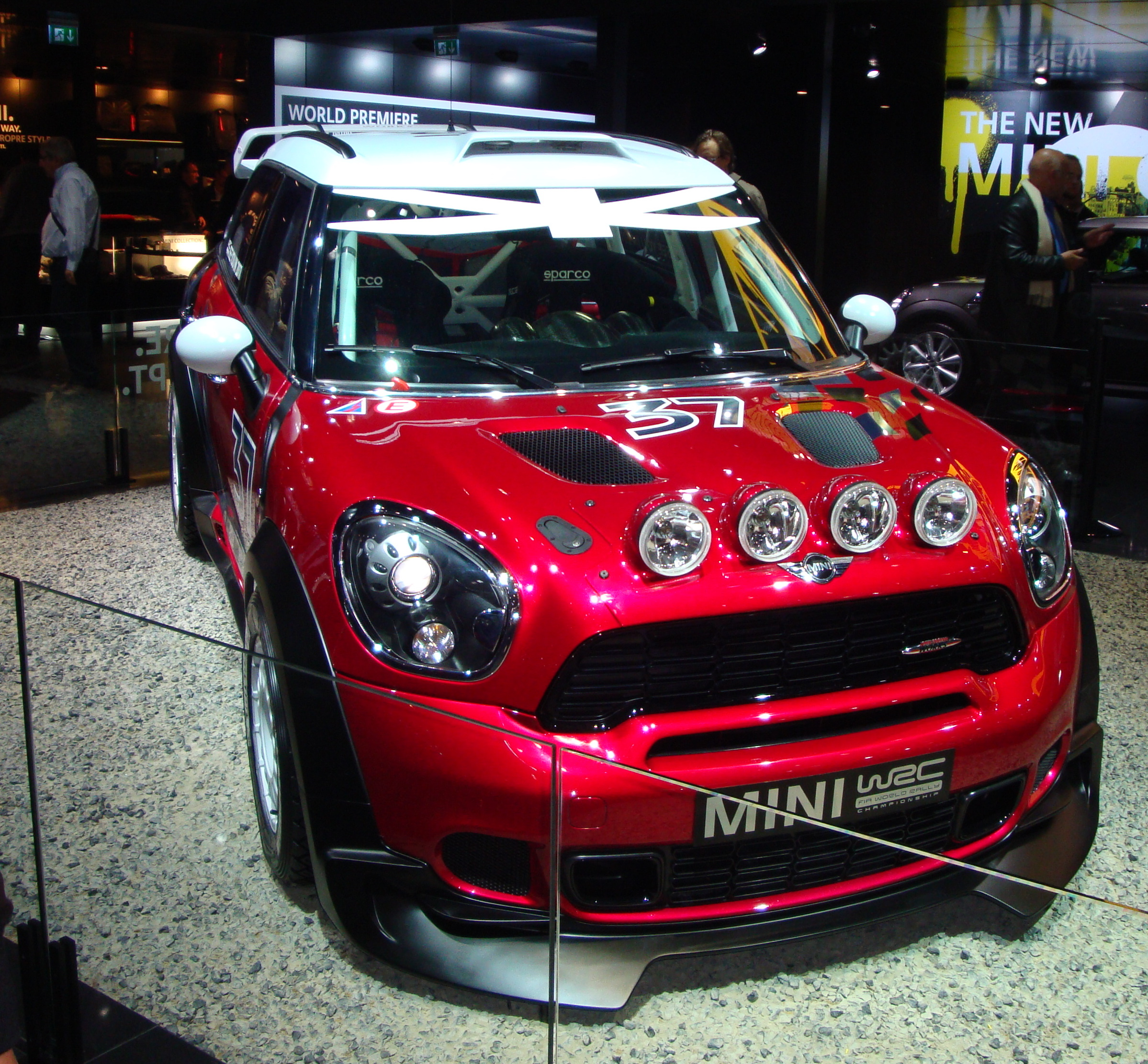
Mini WRC au Mondial de Paris 2010.

Mini World Rallye Team est le département compétition de Mini, dont l'équipe est engagée en championnat du monde des rallyes en 2011.

## Histoire: le Rallye de Monte-Carlo

### Les débuts
Six mois après le lancement de la Mini, BMC inscrit six voitures d’usine au rallye Monte-Carlo. La mieux classée termine en 23e place ; en 1961, le bilan est pire : aucune des trois voitures inscrites ne se présente à l’arrivée.
Entre-temps, un certain John Cooper, créateur de la Formule 1 à moteur central, propose de « gonfler » la Mini. Il fait porter la cylindrée à 997 cm3, augmente le taux de compression, installe deux carburateurs et modifie l’échappement, faisant grimper la puissance de 34 à 55 chevaux. Il remplace les freins à tambours par des disques à l’avant, procurant à la petite boîte de 620 kg de sérieux atouts.
En 1962, nouvelle tentative, avec de nouveaux pilotes prometteurs : Rauno Aaltonen et Timo Mäkinen. Aaltonen faillit y laisser sa peau lors d’un capotage à l’issue duquel sa Mini Cooper disparaît en fumée. Un an plus tard, BMC inscrit quatre Mini Cooper et cette fois-ci, la Mini pilotée par Aaltonen remporte les honneurs de la catégorie et se classe troisième au classement général, suivi de l’Irlandais Patrick (Paddy) Hopkirk, deuxième en catégorie et sixième au général. La Mini venait de faire la démonstration de son potentiel.

### Sacrée «S»

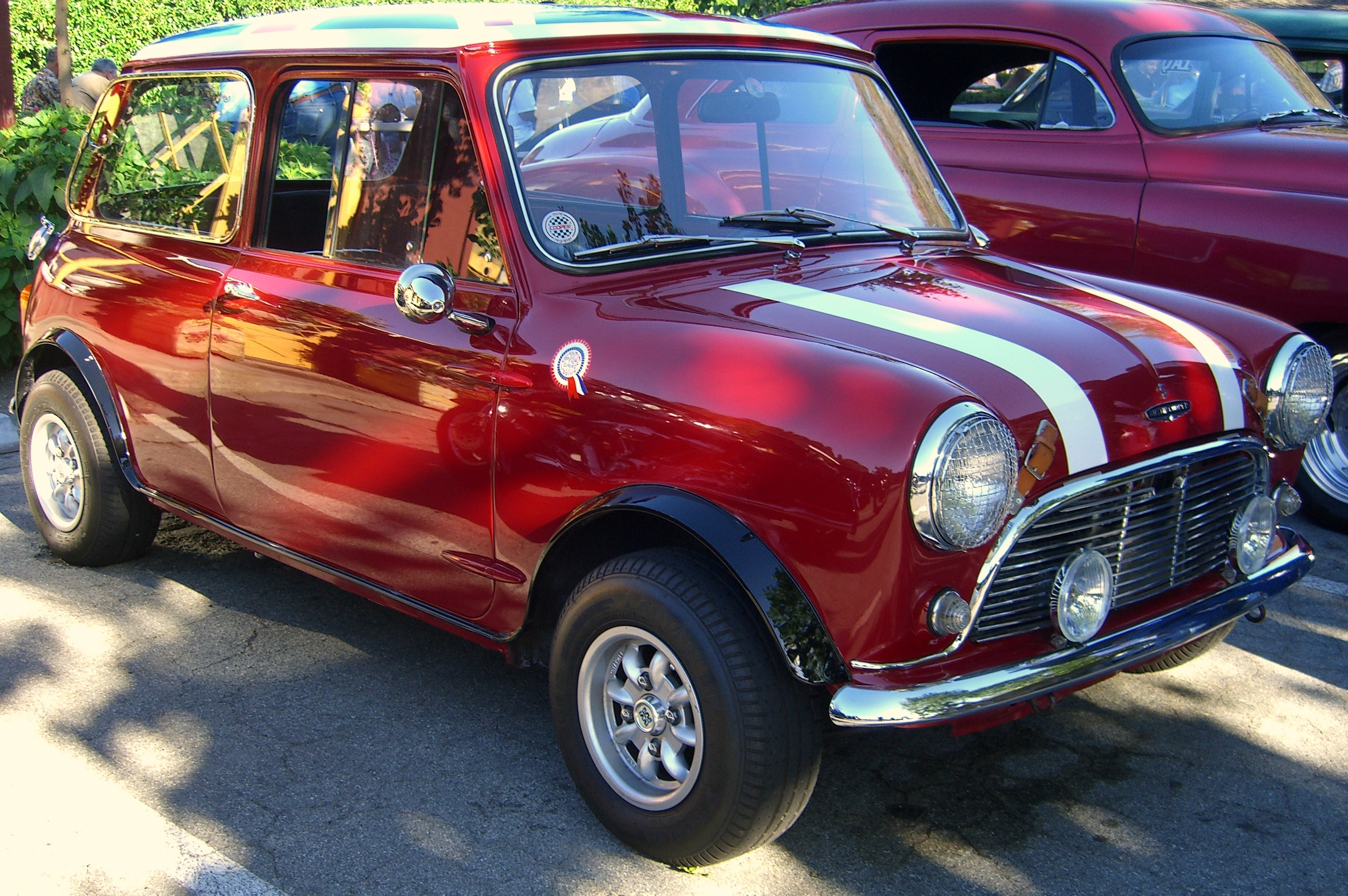
Austin Mini Cooper S de 1963.

Encouragé par ces résultats, BMC s’adresse de nouveau à Cooper : la cylindrée passe à 1 071 cm3, la puissance à 70 chevaux et la vitesse de pointe à 160 km/h. C’est la Mini Cooper S.
Le 17 janvier 1964, c’est le départ du rallye Monte-Carlo et comme tous les ans, les voitures inscrites prennent le départ de différentes villes (Minsk, Paris, Francfort, Athènes, Varsovie, Lisbonne et Monaco) pour se rejoindre, 4 000 km plus loin à Reims. C’est là que commence le véritable rallye.
À l’issue de la première étape de 597 km qui relie Reims à Saint-Claude et qui compte plusieurs « spéciales » (épreuves contre la montre sur routes publiques fermées à la circulation), la redoutable Ford Falcon à V8 de 4,7 litres de Bo Ljungfeldt domine par sa puissance, suivie de la petite Mini Cooper S rouge à toit blanc pilotée par Paddy Hopkirk, de l’imposante Mercedes 300, de la robuste Volvo 544 et, en cinquième place, d’une autre Mini Cooper S, celle de Timo Mäkinen.
Les « spéciales » se poursuivent et, à la tombée de la nuit, la Falcon porte son avance à 65 secondes. Puis, c’est le redoutable col de Turini, perché à plus de 1 600 mètres d’altitude. La neige s’en mêle, donnant à l’agile Mini un avantage indéniable. L’écart se rétrécit puis disparaît au profit de la Mini. Le « grand » Erik Carlsson est deuxième au volant de sa Saab, suivi de la Mini de Mäkinen, juste devant la Falcon.
Arrive la dernière étape du Monte-Carlo : la course finale sur le circuit du Grand Prix, dans les rues de Monaco. La puissante Falcon de Ljungfeldt donne le maximum mais l’agile Mini compte suffisamment d’avance aux points pour remporter le rallye Monte-Carlo. Pour compléter le triomphe de la Mini, Mäkinen est quatrième et Rauno Aaltonen, septième. Les « trois mousquetaires » font entrer la Mini dans l’histoire du sport automobile.

### La consécration

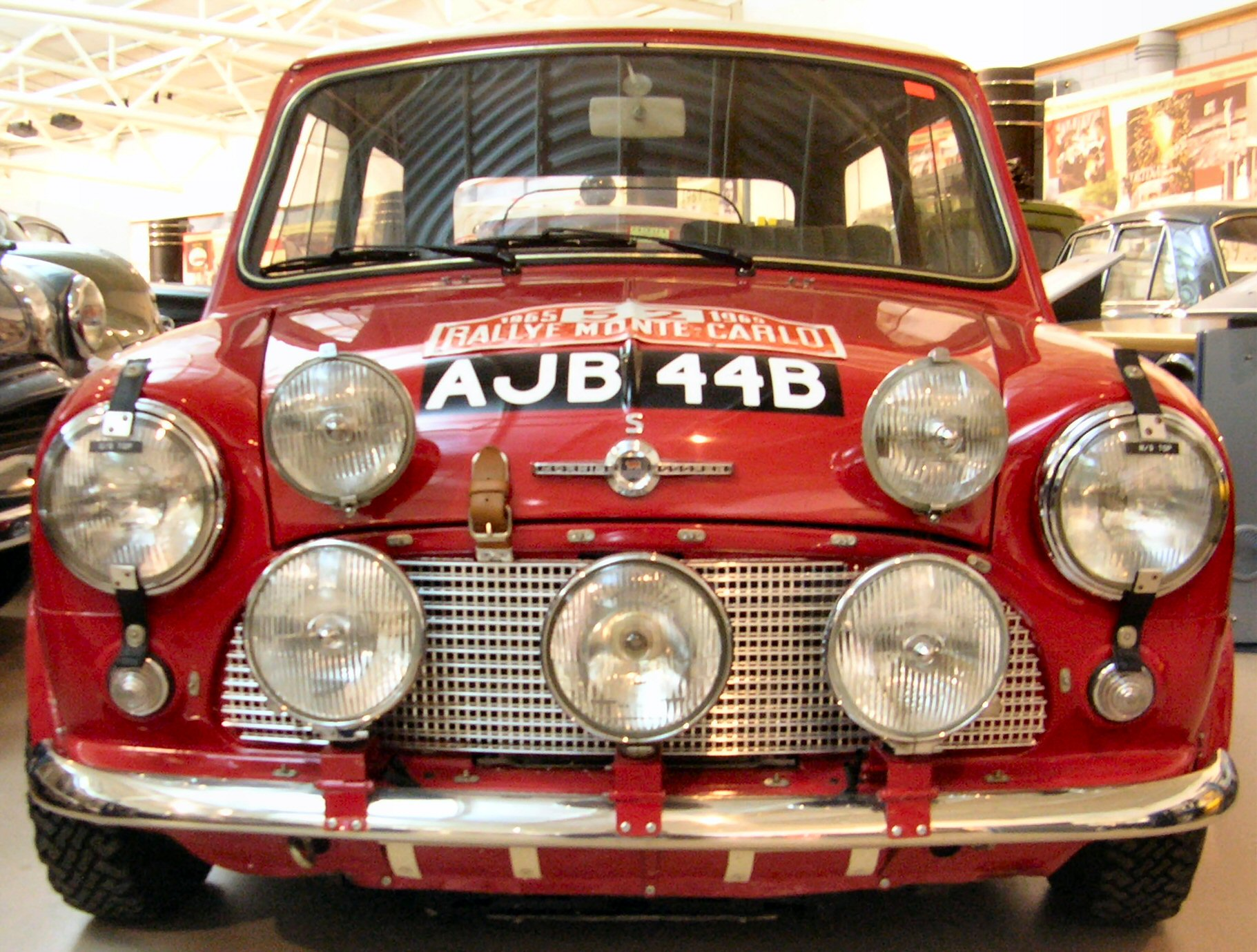
Austin Mini Cooper S victorieuse en 1965 au rallye de Monte-Carlo.

En 1965, c’est au tour de Timo Mäkinen et de son copilote Paul Easter, à bord de la Cooper S arborant le nouveau moteur de 1 275 cm3 et 90 chevaux, d’inscrire leur nom au palmarès du « Monti », une édition particulièrement difficile à l’issue de laquelle, sur les 237 équipes ayant pris le départ, à peine 35 voitures se présentent à l’arrivée.
En 1966, c’est le triplé Mini ! Mäkinen, Aaltonen et Hopkirk triomphent, mais sont disqualifiés après l’arrivée à cause d’une obscure[réf. nécessaire] question de phares non conformes au règlement, tout comme la Lotus Cortina classée quatrième, adjugeant la victoire « officielle », mais très contestée[réf. nécessaire], à Citroën.
Un an plus tard, les Mini se paient une revanche magistrale. Rauno Aaltonen, le « Finlandais volant » l’emporte, les cinq autres Mini inscrites terminant aussi la course.
Trois victoires, et presque une quatrième, en quatre ans. La domination est totale, tant sur la terre battue que sur les sinueuses routes d’hiver et les circuits où le souvenir des petites puces britanniques se payant la tête des gros V8 américains reste encore vivant chez les adeptes.

## 2011, le retour de Mini
Pour la saison 2011, Mini décide de s’inscrire en WRC avec Kris Meeke (Champion IRC 2009).

## Résultats en championnat du monde des rallyes
| Saison | Voiture                    | Pneumatiques | Équipages             | Équipages                    | Rallyes disputés | Victoires | Points inscrits | Classement final |
| Saison | Voiture                    | Pneumatiques | Pilotes               | Copilotes                    | Rallyes disputés | Victoires | Points inscrits | Classement final |
| ------ | -------------------------- | ------------ | --------------------- | ---------------------------- | ---------------- | --------- | --------------- | ---------------- |
| 2011   | Mini John Cooper Works WRC | Michelin     | Kris Meeke Dani Sordo | Paul Nagle Carlos del Barrio | 6                | 0         | Non classé      | Non classé       |